# 3 000 mètres masculin aux championnats du monde d'athlétisme en salle 2018
Pour un article plus général, voir Championnats du monde d'athlétisme en salle 2018.
Navigation
2016 2022
L'épreuve du 3 000 mètres masculin des championnats du monde en salle 2018 se déroule les 2 et 4 mars 2018 à la Barclaycard Arena de Birmingham, au Royaume-Uni.

## Résultats

### Finale
| Rang               | Athlète              | Pays             | Temps   | Notes |
| ------------------ | -------------------- | ---------------- | ------- | ----- |
| Médaille d'or      | Yomif Kejelcha       | Éthiopie         | 8:14.41 |       |
| Médaille d'argent  | Selemon Barega       | Éthiopie         | 8:15.59 |       |
| Médaille de bronze | Bethwell Birgen      | Kenya            | 8:15.70 |       |
| 4                  | Hagos Gebrhiwet      | Éthiopie         | 8:15.76 |       |
| 5                  | Adel Mechaal         | Espagne          | 8:16.13 |       |
| 6                  | Younès Essalhi       | Maroc            | 8:16.63 |       |
| 7                  | Davis Kiplangat      | Kenya            | 8:18.03 |       |
| 8                  | Clemens Bleistein    | Allemagne        | 8:18.24 |       |
| 9                  | Julian Oakley        | Nouvelle-Zélande | 8:18.60 |       |
| 10                 | Birhanu Balew        | Bahreïn          | 8:18.89 |       |
| 11                 | Yassin Bouih         | Italie           | 8:20.84 |       |
|                    | Shadrack Kipchirchir | États-Unis       | DQ      |       |

### Séries
| Rang | Série | Athlète              | Pays             | Temps   | Notes     |
| ---- | ----- | -------------------- | ---------------- | ------- | --------- |
| 1    | 1     | Yomif Kejelcha       | Éthiopie         | 7:42.83 | Q         |
| 2    | 1     | Hagos Gebrhiwet      | Éthiopie         | 7:43.55 | Q         |
| 3    | 1     | Adel Mechaal         | Espagne          | 7:43.83 | Q         |
| 4    | 1     | Birhanu Balew        | Bahreïn          | 7:44.03 | Q, PB     |
| 5    | 1     | Bethwell Birgen      | Kenya            | 7:45.06 | q         |
| 6    | 1     | Younès Essalhi       | Maroc            | 7:45.07 | q, PB     |
| 7    | 2     | Selemon Barega       | Éthiopie         | 7:48.14 | Q         |
| 8    | 2     | Davis Kiplangat      | Kenya            | 7:48.26 | Q         |
| 9    | 1     | Clemens Bleistein    | Allemagne        | 7:49.01 | q, PB     |
| 10   | 2     | Yassin Bouih         | Italie           | 7:50.65 | Q, PB     |
| 11   | 2     | Julian Oakley        | Nouvelle-Zélande | 7:55.92 | Q         |
| 12   | 1     | Shadrack Kipchirchir | États-Unis       | 7:57.08 | q         |
| 13   | 2     | Federico Bruno       | Argentine        | 7:58.98 | SB        |
| 14   | 1     | Thierry Ndikumwenayo | Burundi          | 8:09.11 |           |
| 15   | 1     | Hamish Carson        | Nouvelle-Zélande | 8:14.40 |           |
| 16   | 2     | Jonathan Davies      | Grande-Bretagne  | 8:21.73 |           |
|      | 2     | Paul Chelimo         | États-Unis       | DQ      | R163.3(b) |
|      | 2     | Richard Ringer       | Allemagne        | DQ      | R163.2(b) |
|      | 2     | Youssouf Hiss Bachir | Djibouti         | DQ      | R163.3(b) |
|      | 2     | Kemoy Campbell       | Jamaïque         | DQ      | R163.3(b) |
|      | 2     | Albert Rop           | Bahreïn          | DNS     |           |
|      | 1     | Djamal Abdi Direh    | Djibouti         | DNS     |           |

## Légende
Records et Performances
- AR : Record continental (area record)
- CR : Record des championnats (championship record)
- MR : Record du meeting (meet record)
- NR : Record national (national record)
- OR : Record olympique (olympic record)
- PR : Record paralympique (paralympic record)
- PB : Record personnel (personal best)
- SB : Meilleure performance personnelle de la saison (season's best)
- WL : Meilleure performance mondiale de l'année (world leader)
- WJR : Record du monde junior (world junior record)
- WR : Record du monde (world record)

Circonstances et Conditions
- DNF : N'a pas terminé (did not finish)
- DNS : N'a pas pris le départ (did not start)
- DQ : Disqualification (disqualification)
- NM : Aucun essai valable enregistré (No Mark)
- Q : Qualifié « directement » au prochain tour (ou à la prochaine compétition), lors d'une compétition majeure, grâce au classement ou à la réalisation des minima (automatic qualifier)
- q : Qualifié au prochain tour (ou à la prochaine compétition), lors d'une compétition majeure, grâce au repêchage ou à la réalisation de l'une des meilleures performances parmi celles des « non qualifiés directement » (grâce au meilleur temps ou à la meilleure distance par exemple) (secondary qualifier)